# Scuola dei pittori danesi di Civita d'Antino
Con scuola dei pittori danesi di Civita d'Antino ci si riferisce al periodo, compreso tra il 1877 e i primi anni del Novecento, durante il quale dei pittori danesi si stanziarono a Civita d'Antino in Abruzzo realizzando numerosi quadri ritraenti paesaggi, scene di vita quotidiana, tradizioni popolari e religiose e costumi locali. Fra questi vi furono Knud Sinding (1875-1946), Ole Henrik Benedictus Olrik (1830-1890), Peder Severin Krøyer e Peter Christian Skovgaard, anche se il maggiore esponente di questo gruppo fu indubbiamente Kristian Zahrtmann che fondò la scuola estiva di Civita d'Antino nel 1883. Prima dei pittori danesi, alcuni viaggiatori del Grand Tour, come lo scrittore e illustratore inglese Edward Lear, avevano già visitato il paese marsicano.
Dal 2021, molte opere degli impressionisti scandinavi sono collocate, in esposizione permanente, nel museo di arte moderna e contemporanea Imago Museum di Pescara.

## L'esperienza di Zahrtmann

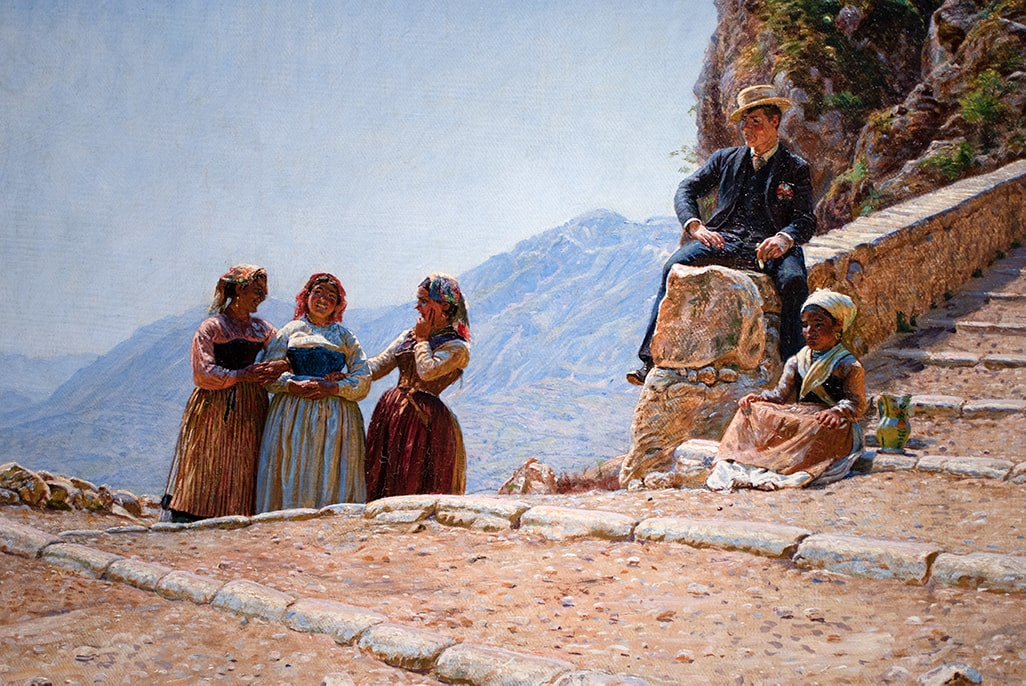
Opgang til Civita d'Antino (Kristian Zahrtmann)

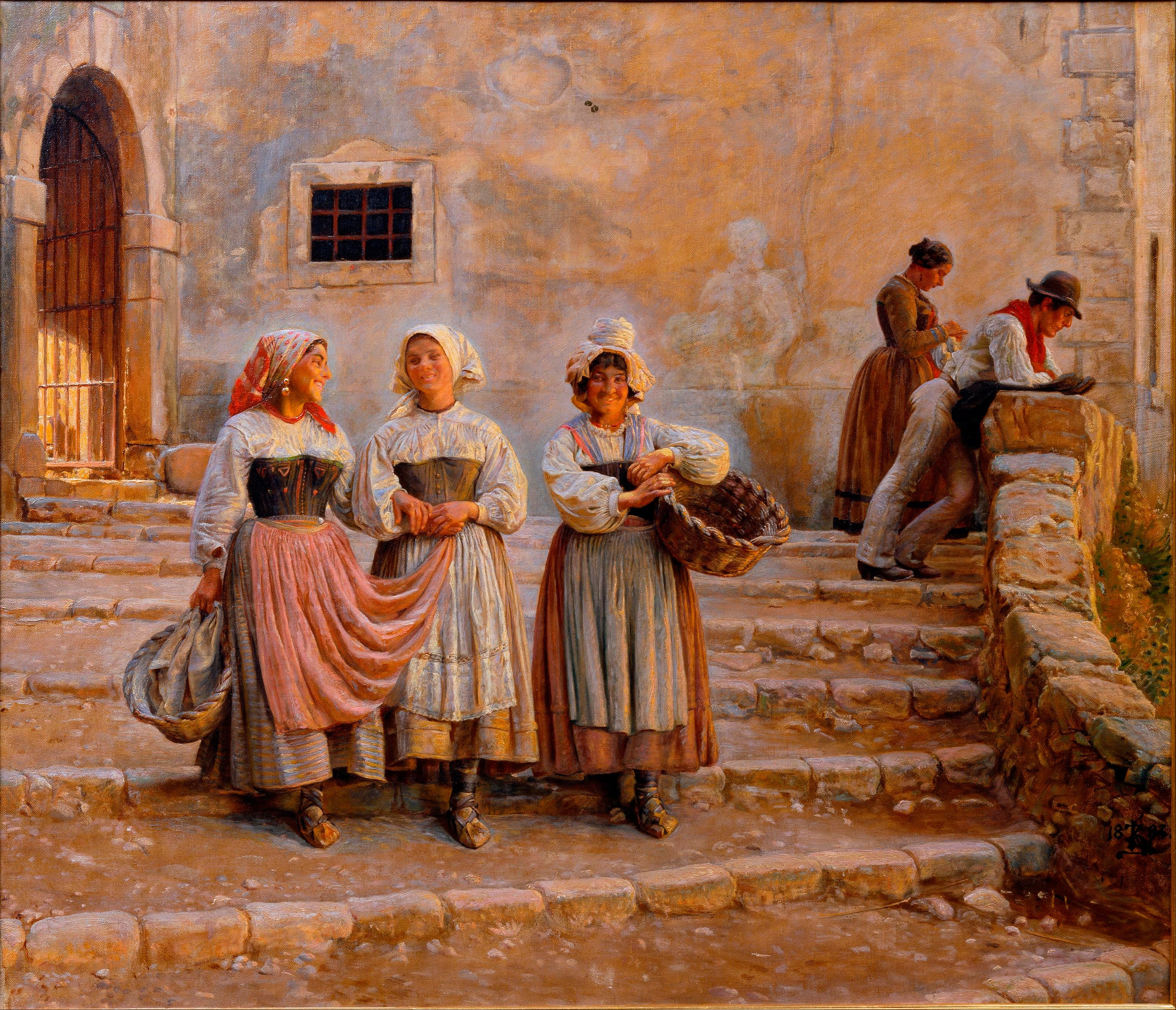
Young women transporting lime (Kristian Zahrtmann)

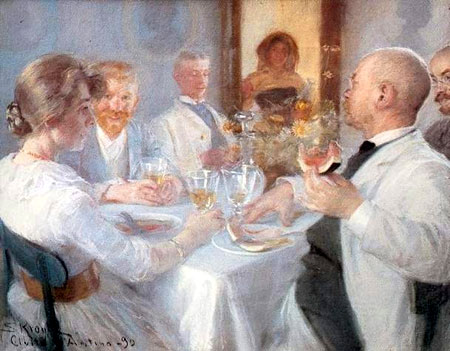
Ved frokostborder i Civita d'Antino (Peder Severin Krøyer)

Kristian Zahrtmann, che si trovava a Roma durante il suo Grand Tour, volle visitare Sora insieme al suo modello Ambrogio. Qui rimase pochi giorni a causa del clima eccessivamente caldo, cosicché il giovane modello lo invitò nel suo paese situato a oltre 900 m s.l.m. in Abruzzo: Civita d'Antino, dove Zahrtmann fu ospitato nella locanda di Porta Flora dalla famiglia Cerroni, nel 1883. Il pittore tornò nel paese della valle Roveto ogni anno durante l'estate, portando con sé 89 artisti scandinavi. Nel 1902 gli venne concessa la cittadinanza onoraria di Civita d'Antino.
A Copenaghen venti artisti della scuola italiana di Zahrtmann esposero le proprie opere in una mostra organizzata nel 1908. A Roma le opere di Zahrtmann e di altri artisti scandinavi furono esposte nella mostra internazionale d'arte del 1911.
L'esperienza si concluse all'inizio del Novecento, in seguito a due eventi drammatici: il terremoto della Marsica del 1915 e la morte di Kristian Zahrtmann nel 1917.
Nel paese abruzzese alcuni luoghi pubblici sono stati intitolati ai pittori scandinavi come il piazzale Kristian Zahrtmann, via Scandinavia, piazzale Johannes Jørgensen e l'antica osteria Zahrtmann, punto di ritrovo di artisti e associazioni culturali. Nello storico cimitero napoleonico, chiuso intorno al 1940, si trovano le tombe di alcuni pittori scandinavi come quella dello svedese Anders Trulson.
Le opere realizzate in Abruzzo sono esposte in tre musei di Copenaghen e nei musei delle città di Stoccolma (Svezia), Gudhjem-Bornholm, Randers, Aarhus, Odense, Ribe, Faaborg, Esbjerg, Viborg, Kerteminde, Skagen (Danimarca) e Oslo (Norvegia).

## I pittori scandinavi a Civita d'Antino
Tra gli 89 pittori scandinavi presenti a Civita d'Antino figurano Henrik Benedict e Dagmar Olrik, Peder Severin Krøyer, Marie Krøyer, Joakim e Peter Christian Skovgaard, Kristian Zahrtmann, Aage Bertelsen, Agnes Börjeson, Gunnar Börjeson, Ludvig Brandstrup, Carl Budz-Møller, Poul Simon Christiansen, Christian Clausen, Tupsy Jebe Clement, Ove e Sophus Greve Danneskjold-Samsøe, Robert Fiebiger, Peter Hansen, Oluf Hartmann, Marie Henriques, Kristen Holbø, Daniel Hvidt, Karl Isakson, Johannes Kragh, Axel M. Lassen, Henry Jacob Lørup, Agnes Lunn, Carl Mathorne, Ejnar Nielsen, Søren Onsager, Viggo e Edvard Pedersen, Johann Rohde, Knud Sinding, Kristofer Sinding-Larsen, Peter Tom-Petersen, Kristine e Oluf Wold Torne, Anders Trulson, Sigurd Wandel, Edward Weie, Johannes Wilhjelm.